# Сарикольський сільський округ
Сарико́льський сільський округ (каз. Сарыкөл ауылдық округі, рос. Сарыкольский сельский округ) — адміністративна одиниця у складі Казалінського району Кизилординської області Казахстану. Адміністративний центр — село Абай.
Населення — 1176 осіб (2021; 1259 у 2009, 1196 у 1999, 1405 у 1989).
Станом на 1989 рік існувала Сарикольська сільська рада (село Абай).

## Склад
До складу округу входять такі населені пункти:
| Населений пункт | Населення, осіб (1989) | Населення, осіб (1999) | Населення, осіб (2009) | Населення, осіб (2021) |
| --------------- | ---------------------- | ---------------------- | ---------------------- | ---------------------- |
| Абай, село      | 1405                   | 1117                   | 1134                   | 1074                   |
| Жубан, село     | -                      | 79                     | 125                    | 102                    |